# Palacio de Placentia

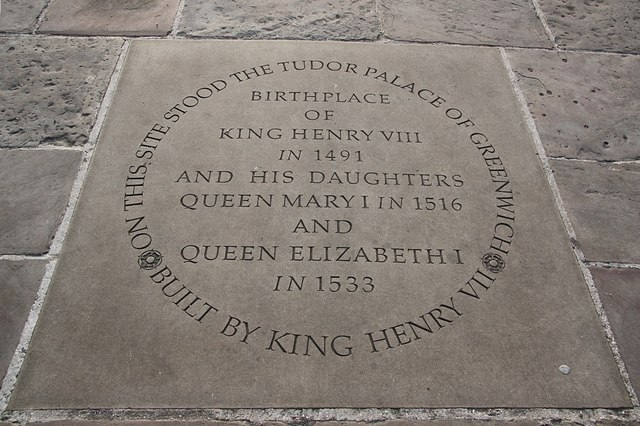
Marca que indica el lugar de nacimiento de Enrique VIII y sus hijas, las reinas María I e Isabel I.

El palacio de Placentia (en inglés: Palace of Placentia, lit. 'lugar agradable'), también conocido como el palacio de Greenwich, fue un antiguo palacio real inglés, construido por el entonces regente Hunfredo de Gloucester entre 1428 y 1433. Se construyó en la ribera del río Támesis en Greenwich, en las afueras de Londres. Fue demolido en 1660 por Carlos II de Inglaterra para construir otro palacio, aunque volvió a tener uso con la construcción del hospital de Greenwich en el mismo lugar, hoy ocupados por la Universidad de Greenwich y el Trinity College of Music.

## Bella Court
Hunfredo de Gloucester fue regente durante el reinado de Enrique VI de Inglaterra, y construyó el palacio con el nombre de Bella Court. En 1447, Hunfredo cayó en desgracia con la nueva reina, Margarita de Anjou, y fue arrestado por alta traición. Murió en la cárcel —Shakespeare dice que fue asesinado— y Margarita se hizo cargo de Bella Court, cambiándole el nombre a palacio de Placentia, a veces escrito palacio de Pleasaunce.
El palacio se convirtió en el principal palacio de la monarquía inglesa y lo siguió siendo durante los dos siguientes siglos.

## Período Tudor
En Placentia nacieron dos hijos del rey Enrique VII y de Isabel de York: en 1491 nace el príncipe Enrique Tudor, que llegaría a ser rey de Inglaterra como Enrique VIII tras la muerte de su hermano, el príncipe de Gales Arturo Tudor; y en 1499 nace en el palacio el príncipe Edmundo, duque de Somerset, que fallecería al año siguiente.
En febrero de 1516 nace en el palacio la princesa María Tudor, hija de Enrique VIII y su primera esposa, Catalina de Aragón, esta princesa llegaría a ser la reina María I de Inglaterra.
Placentia fue también en 1533 el lugar de nacimiento de la princesa Isabel Tudor, hija de Enrique VIII y Ana Bolena, a quien Enrique cortejó en el parque de Greenwich, y futura reina de Inglaterra e Irlanda con el nombre de Isabel I. Un roble, ya desaparecido, en el parque de Greenwich se conoció como «el roble de la reina Isabel», tuvo fama por haber sido allí donde jugó como niña.
Placentia fue también escenario de las bodas reales entre Enrique VIII y Catalina de Aragón (1509), madre de María Tudor, y más tarde, con Ana de Cléveris (1540).
Eduardo VI murió en el palacio el 6 de julio de 1553, a los 15 años de edad. Sus hermanas, María I e Isabel I de Inglaterra residieron algunos años en Placentia durante sus respectivos reinados.

## Casa de Estuardo

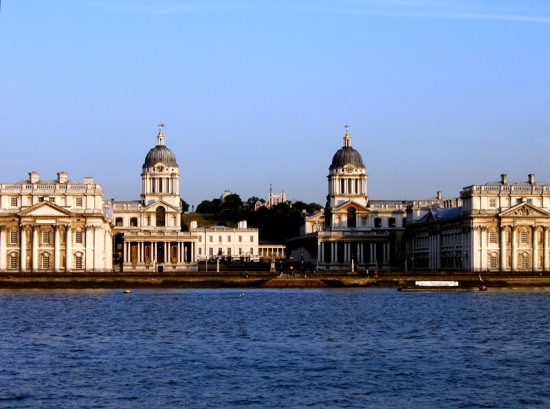
La Universidad de Greenwich.

Durante los reinados de Jacobo I y Carlos I, se erigió la Queen's House (Casa de la reina, en honor a Ana de Dinamarca) al sur del palacio. Placentia cayó en mal estado durante la Guerra Civil Inglesa, sirviendo por periodos como fábrica de galletas y campo de prisioneros durante la guerra.
En 1660, Carlos II de Inglaterra decidió reconstruir el palacio, con John Webb como arquitecto de una nueva Casa para el rey.
La única sección del Palacio que se completó fue la zona este, destinada a la corte del rey Carlos II de Inglaterra, pero ésta nunca fue ocupada como residencia real. 

## Demolición y nuevos edificios
La mayor parte del resto del palacio fue demolido durante la Revolución inglesa, y el sitio permaneció vacío hasta la construcción del Hospital de Greenwich, diseñado por sir Christopher Wren, que se inició en 1694. La Junta Parroquial sobrevivió a la demolición del resto del Palacio y posteriormente se convirtió en una casa para el Tesorero del Hospital de Greenwich.
El complejo del Hospital de Greenwich se convirtió en el Real Colegio Naval de Greenwich en 1873, cuando el colegio naval fue trasladado de Portsmouth. Los edificios están hoy ocupados por la Universidad de Greenwich y el Trinity College of Music.

## Conservación
Durante los trabajos de construcción de desagües a finales de 2005 se identificaron vestigios de restos de antiguos edificios. Una excavación arqueológica completada en enero de 2006 confirmó el descubrimiento del suelo de baldosas de la capilla real del periodo Tudor, escenario de diversas bodas reales.